# Franklin (Alabama)
Franklin – miejscowość w USA, w stanie Alabama, w hrabstwie Macon. Według danych z 2000 roku miejscowość miała 149 mieszkańców.